# 皮亚托
皮亚托（義大利語：Piatto），是意大利比耶拉省的一个市镇。总面积3平方公里，人口557人，人口密度185.7人/平方公里（2009年）。ISTAT代码为096043。